# Peter Dürrenmatt

Peter Dürrenmatt (1971)

Peter Dürrenmatt (* 29. August 1904 in Herzogenbuchsee; † 21. März 1989 in Basel; heimatberechtigt in Guggisberg) war ein Schweizer Historiker, Publizist und liberal-nationalkonservativer Politiker.

## Leben
Peter Dürrenmatt war der Sohn des Rechtsanwalts und Politikers Hugo Dürrenmatt, ein Enkel des Journalisten und Politikers Ulrich Dürrenmatt und ein Vetter des Schriftstellers Friedrich Dürrenmatt.
Dürrenmatt studierte Geschichte, Germanistik und Latein an den Universitäten Bern und Genf und wurde 1930 Gymnasiallehrer zunächst in Bern, dann für einige Jahre in Deutschland. Er schloss sich dem rechtskonservativen Bund für Volk und Heimat an, dessen Generalsekretär er wurde, und engagierte sich auch in der Heimatwehr und ab 1941 in der Eidgenössischen Gemeinschaft. Ab 1936 war Dürrenmatt journalistisch tätig: Von 1936 bis 1943 war er Redaktor der Schweizer Mittelpresse. Von 1943 bis 1977 arbeitete er bei den Basler Nachrichten, deren Chefredaktor er von 1949 bis 1969 war.
Dürrenmatt gehörte als Mitglied der Liberal-Demokratischen Partei von 1950 bis 1965 dem Grossen Rat des Kantons Basel-Stadt an. Von 1959 bis 1979 war er Nationalrat. Schweizweit bekannt wurde er, abgesehen von seinen patriotisch-publizistischen Arbeiten, durch seine 1965 eingereichte Motion für eine Totalrevision der Schweizerischen Bundesverfassung. 1968 war er einer der Begründer des Forum Helveticum (bis 1976 dessen erster Präsident). 1968 wurde er von der Hochschule St. Gallen mit einem Ehrendoktorat geehrt. Von 1969 bis 1975 war er Honorarprofessor für Zeitungskunde an der Universität Bern.

## Werke (Auswahl)
- Die Bundesverfassung. Ihr Werden und ihre Bewährung, Basel 1948.
- Deutschlands Wiederaufbau. Reiseberichte, Sonderabdruck aus den Basler Nachrichten, 1950.
- Zerfall und Wiederaufbau der Politik, München 1951.
- Der Kleinstaat und das Problem der Macht, Basel 1955.
- Europa und die Deutsche Mitte. Eine schweizerische Stimme, Zürich u. a. 1955.
- Schweizer Geschichte, Bern 1957.
- Die Welt zwischen Krieg und Frieden, Bern 1959.
- Wir Schweizer und der totale Krieg. Über die sittlichen Grundlagen der schweizerischen Landesverteidigung, Zürich 1959.
- Europa will leben. Ein Bekenntnis zur europäischen Wirklichkeit, Bern 1960.
- Geistige Länderkunde – Kultur der Nationen: Schweiz, Nürnberg 1962.
- Das Verhältnis der Deutschen zur Wirklichkeit der Politik, München 1963.
- Umgang mit Deutschen, Nürnberg 1963 (Umgang mit Völkern, Band 15).
- In die Zeit gesprochen, Zürich/Stuttgart 1965.
- Hundert Schweizer Geschichten, Rorschach 1969.
- Wie frei ist die Presse? Grundlagen moderner Publizistik am Beispiel Schweiz, Bern 1971.
- Der Stadtpräsident im Goldfischglas. Und andere Geschichten, Rorschach 1972.
- Zeitwende. Stationen eines Lebens, Luzern 1986.
- Ajoie 1944, Bern 1975.
- Herausforderung der Schweiz, Zürich 1979.
- Sonderfall und Endstation. Die Schweiz im sozialistischen Zeitalter. Flamberg, Zürich 1979, ISBN 3-7179-2161-4.